# Olpium afghanicum
Olpium afghanicum är en spindeldjursart som beskrevs av Beier 1952. Olpium afghanicum ingår i släktet Olpium och familjen Olpiidae. Inga underarter finns listade i Catalogue of Life.